# Azione del 28 giugno 1803
L’azione del 28 giugno 1803 fu l'azione iniziale del blocco navale di Saint-Domingue dopo il crollo delle condizioni del Trattato di Amiens e lo scoppio della guerra della terza coalizione nel maggio del 1803.
Una fregata pesante ed una corvetta, entrambe parzialmente armate en flûte ed ignare della guerra da poco scoppiata, incontrarono tre navi di linea britanniche con 74 cannoni ciascuna. La corvetta venne raggiunta e catturata, ma la fregata, navigando sotto costa, riuscì a sfuggire.
Un grande dipinto di Louis-Philippe Crépin venne commissionato nel 1819 per celebrare l'evento.

## Antefatto
La Francia era stata in pace con la Gran Bretagna sin dal Trattato di Amiens del 1801, permettendosi così di consolidare le proprie colonie oltremare. La necessità era particolarmente sentita a Saint-Domingue dove la rivoluzione haitiana era scoppiata dal 1791 ed ancora permaneva. Il primo console francese Napoleone Bonaparte ordinò una Spedizione a Saint-Domingue, al comando del generale Leclerc, per schiacciare le tendenze separatiste del generale Toussaint Louverture.
Nel frattempo, il Trattato di Amiens diede prova di non poter essere più tenuto in fede in quanto la sua difficile applicazione da ambo le parti non fece altro che acuire le tensioni. Nel maggio del 1803, la Gran Bretagna dichiarò guerra alla Francia, dando inizio alla Guerra della terza coalizione.
Alla fine di giugno, questa notizia aveva già raggiunto la stazione francese di Saint-Domingue. Il 27 giugno 1803, la fregata Poursuivante (40 cannoni), al comando del capitano Willaumez, partì da Les Cayes, diretta a Cap-Haïtien, in compagnia della corvetta Mignonne (16 cannoni), al comando del capitano Jean-Pierre Bargeau. Nessuna delle due navi era armata appieno: la Poursuivante, aveva infatti a bordo 24 cannoni lunghi e 16 corti sul suo castello, e con una ciurma di soli 150 uomini a manovrarli; La Mignonne, che nominalmente poteva trasportare sino a 16 cannoni, in realtà era equipaggiata con solo 12 cannoni e 80 uomini di equipaggio.
Un convoglio era salpato al largo di Môle-Saint-Nicolas: la HMS Hercule, la Cumberland e la Goliath, al comando rispettivamente dei capitani Henry William Bayntun, Charles Brisbane e John B. Hills. All'inizio della mattinata del 28 giugno 1803, le due formazioni si avvistarono.

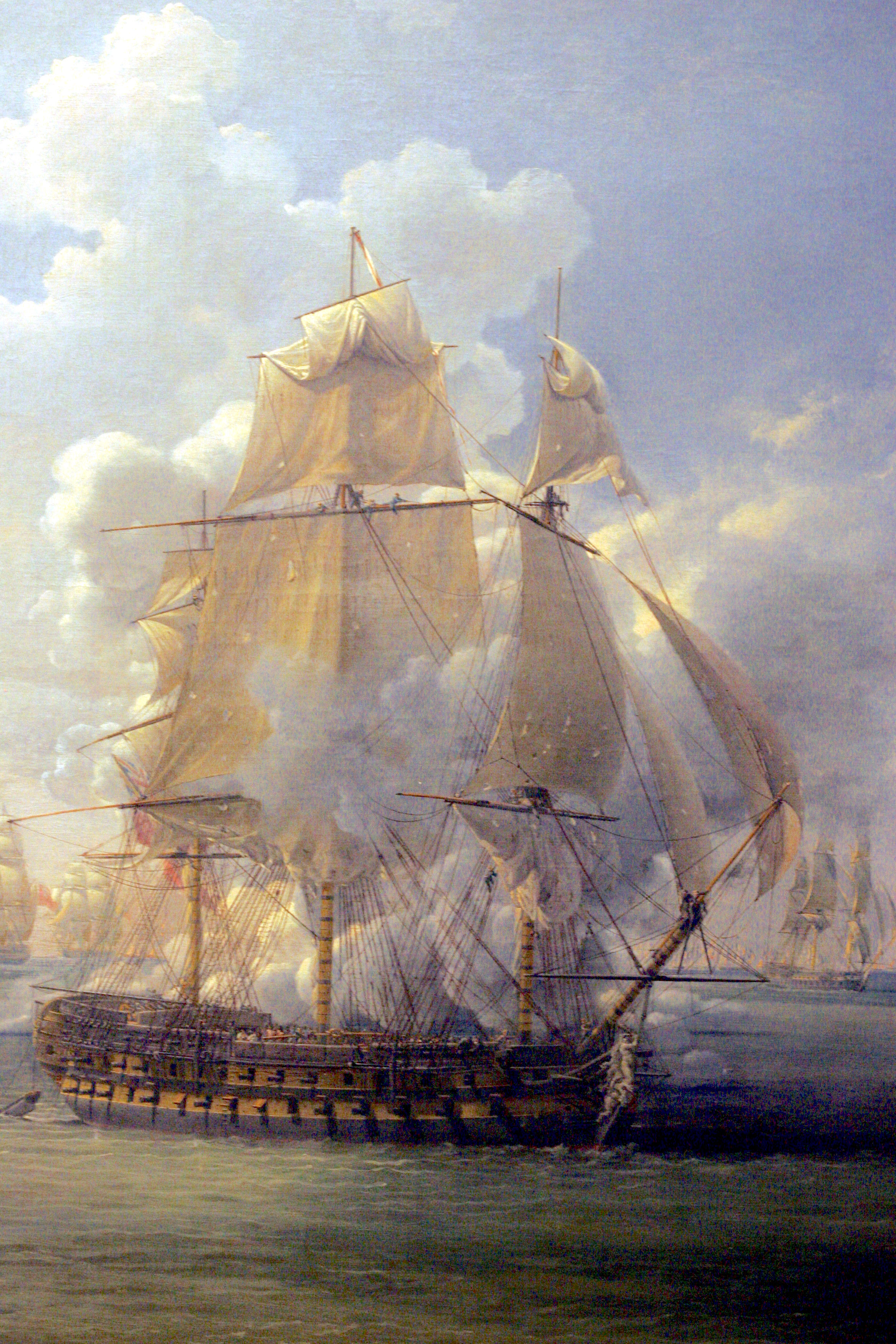
Dettaglio del Combattimento tra la Poursuivante e la nave inglese Hercules, 28 giugno 1803: la HMS Hercules (74 cannoni). Louis-Philippe Crépin, 1819, Musée national de la Marine, Parigi.

Gli inglesi furono i primi a portarsi avanti per investigare la presenza di quelle navi e Willaumez ben presto identificò la nave inglese come una 74 cannoni. All'oscuro dello scoppio della guerra ma pur sempre sospettoso delle intenzioni degli inglesi, Willaumez preparò le difese in caso di attacco.
Alle 8:00, la HMS Hercule venne a portata. La Goliath diede la caccia alla Mignonne e ben presto la catturò; dopo alcuni colpi, la Mignonne dovette abbassare l'insegna ed arrendersi al nemico.

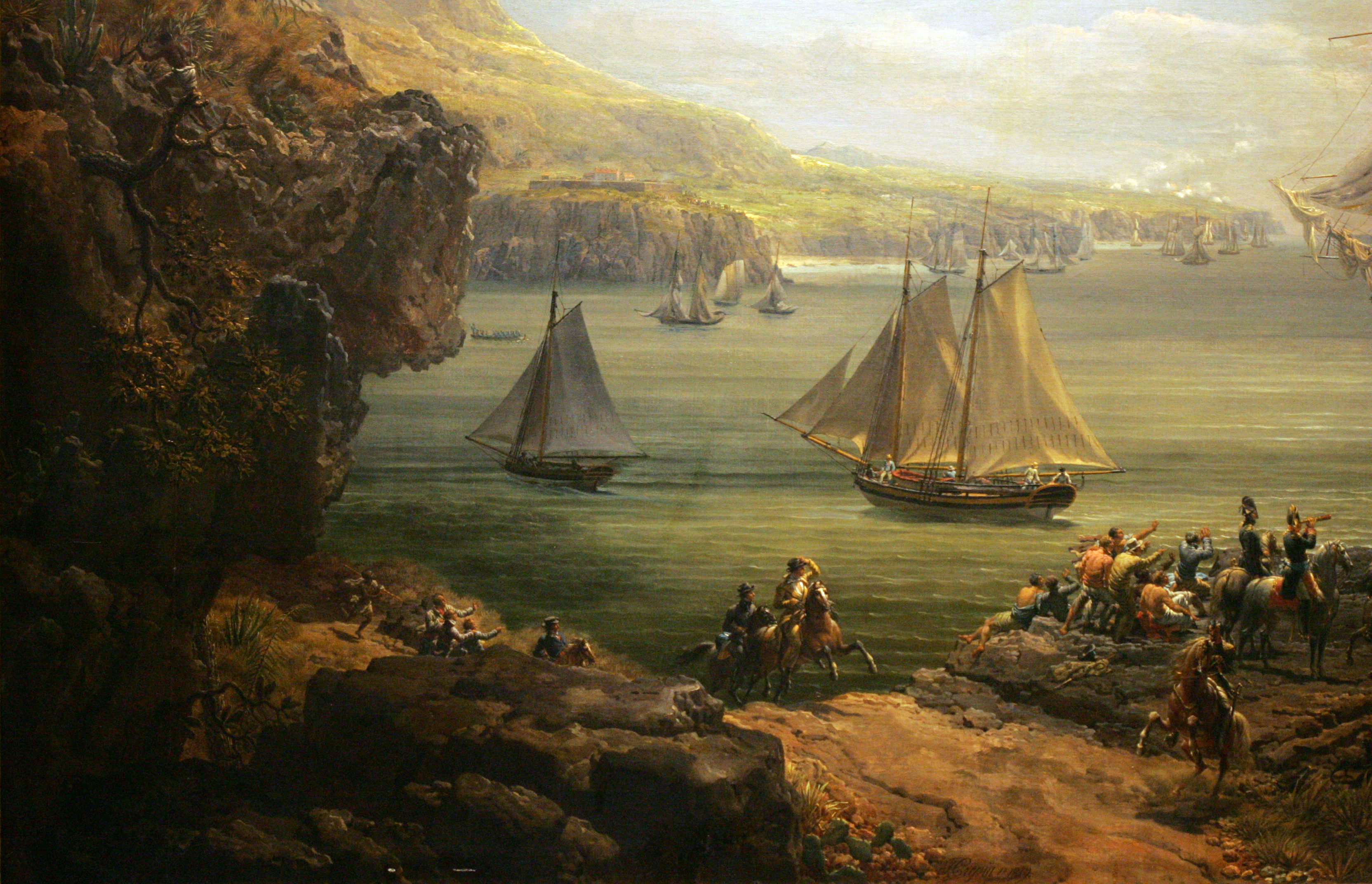
Dettaglio del Combattimento tra la Poursuivante e la nave inglese Hercules, 28 giugno 1803: la Poursuivante. Louis-Philippe Crépin, 1819, Musée national de la Marine, Parigi.

Alle 9:00, la Hercule sparò alla Poursuivante, dando effettivamente inizio allo scontro a fuoco. Dal momento che la Hercule si era mantenuta verso la riva, aveva meno manovrabilità ed era più esposta a venti erratici; malgrado questo la Poursuivante era però a corto di munizioni, e con la ciurma a bordo inferiore rispetto al previsto presentò delle difficoltà a manovrare la nave e nel contempo anche i suoi cannoni. La Poursuivante dal canto suo riuscì ad infliggere danni considerevoli alla Hercule.
Dopo due ore di cannonate reciproche, alle 11:00, i venti cambiarono ed entrambe le navi sembravano ormai quasi del tutto ferme,. Cogliendo subito questo fatto, Willaumez ordinò ai suoi cannonieri di cessare il fuoco e di concorrere invece a manovrare la fregata, giungendo ben presto in posizione favorevole verso la Hercule, sparandole una devastante bordata al fianco. I danni e la confusione a bordo della Hercule furono tali che, probabilmente, a bordo si pensò di abbandonare l'azione. Questo permise alla Poursuivante di sfuggire al nemico e raggiungere sana e salva il porto di Môle-Saint-Nicolas, applaudita da una folla e salutata dall'artiglieria dei forti locali.

## Conseguenze

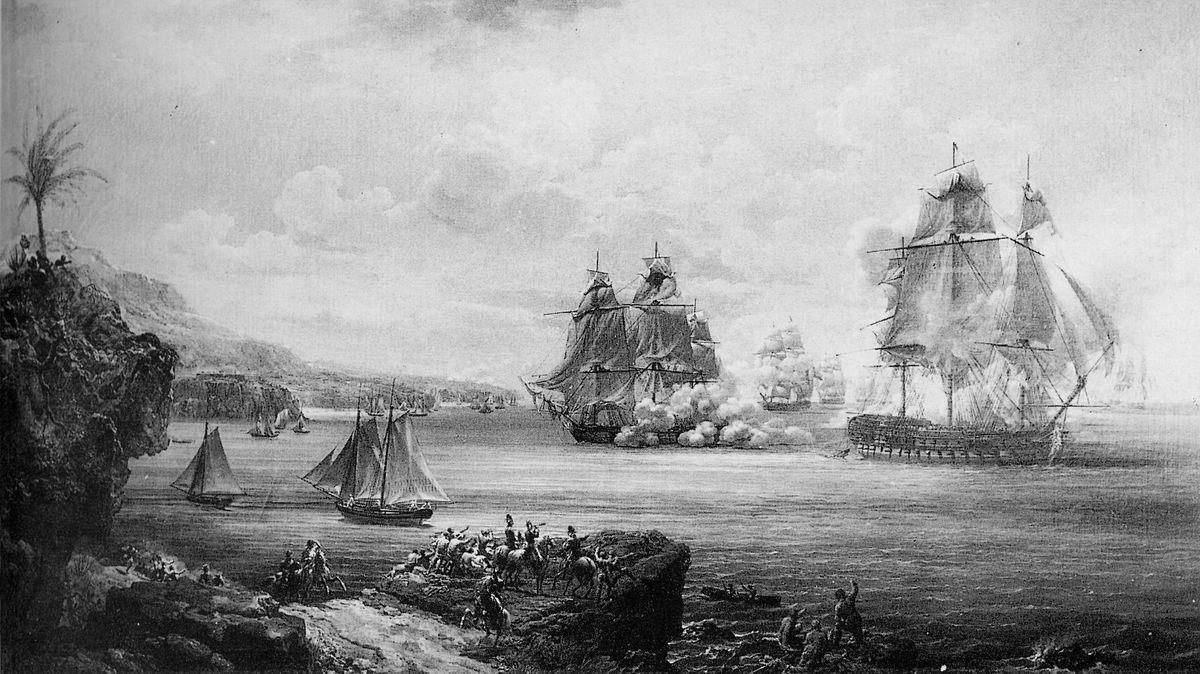
Incisione tratta dal dipinto di Crépin.

La Hercule aveva subito non pochi danni, ma contava a bordo solo pochi feriti. Hills venne costretto a ritirarsi in Giamaica con la sua nave per le opportune riparazioni; la HMS Vanguard rimpiazzò la Hercule nello squadrone di Bayntun. La Mignonne, catturata, venne compresa nella flotta della Royal Navy per breve tempo in quanto venne demolita già nel 1804.
La Poursuivante aveva perso 10 uomini ed aveva 15 feriti a bordo, con considerevoli danni ovunque. Dal momento che Cap-Haïtien era a corto di risorse per riparare la fregata, Willaumez dovette salpare nuovamente alla volta della Francia.
Dopo che Willaumez fu partito giunse a sud di Cuba a causa di un violento vento che colpì la Poursuivante, costringendo Willaumez a riparare presso il porto di Baltimora. Una volta pronto, partì da Chesapeake, evitò il blocco navale inglese ed attraversò l'Atlantico, raggiungendo Rochefort il 28 maggio 1804. Qui, venne intercettato da una nave di linea inglese con la quale battagliò per 30 minuti prima di riuscire a fuggire trovando rifugio all'Île-d'Aix. La Poursuivante venne demolita infine nel giugno del 1806.
Willaumez venne ricompensato con la medaglia di cavaliere dell'ordine della Legion d'onore nel febbraio di quello stesso anno per il valore dimostrato nello scontro. Promosso ufficiale a giugno, ottenne le congratulazioni del ministro della marina militare francese Decrès. Per l'occasione venne commissionato un grande dipinto a Louis-Philippe Crépin nel 1819 per commemorare l'evento; che per lungo tempo rimase nell'ufficio personale del Ministro della Marina francese e che oggi si trova esposto al Musée national de la Marine di Parigi.